# Minorka Mercado
Minorka Marisela Mercado Carrero (15 de enero de 1972, en Caracas) es una reina de belleza venezolana, ganadora del concurso Miss Venezuela en 1993. Mercado representó a su país en el certamen Miss Universo 1994 en Manila, Filipinas, el 20 de mayo de 1994, donde logra los títulos de segunda Finalista, Miss Fotogénica y Mejor silueta en Traje Típico filipino. Antes de ser coronada Miss Venezuela, Mercado integraba la selección nacional de Voleibol, de Venezuela y además ella estudiaba Administración en la Universidad Central de Venezuela, en Caracas. Luego de entregar su corona, animó varios magazines de variedades en el canal Televen, para luego casarse con Peangelo Miranda García, con quien tuvo a una niña en el año 2002. Actualmente por motivos laborales, residen en la ciudad de Pensilvania, en los Estados Unidos.
Mercado tiene, hasta el momento, el récord de ser la Miss Venezuela más alta de la historia (1,85 m) de estatura, y fue la cuarta de 7 mujeres venezolanas que han ocupado la posición de "Segunda Finalista" en el certamen de Miss Universo .